# Qingling (socken i Kina, Hubei)
Qingling är en socken i Kina. Den ligger i provinsen Hubei, i den centrala delen av landet, omkring 12 kilometer söder om provinshuvudstaden Wuhan. Antalet invånare är 79 913. Befolkningen består av 38 648 kvinnor och 41 265 män. Barn under 15 år utgör 6,0 %, vuxna 15-64 år 90 %, och äldre över 65 år 3,0 %.
Genomsnittlig årsnederbörd är 1 713 millimeter. Den regnigaste månaden är juli, med i genomsnitt 238 mm nederbörd, och den torraste är december, med 29 mm nederbörd.